# Pala posteriore per trattore
La pala posteriore per trattori è un attrezzo agricolo di tipo portato che si collega al trattore agricolo mediante attacco a tre punti ed e adatta a rimuovere o a raccogliere terra, ghiaia, neve, pietrame o qualsiasi altro materiale che si trova su una superficie solitamente terrosa. 

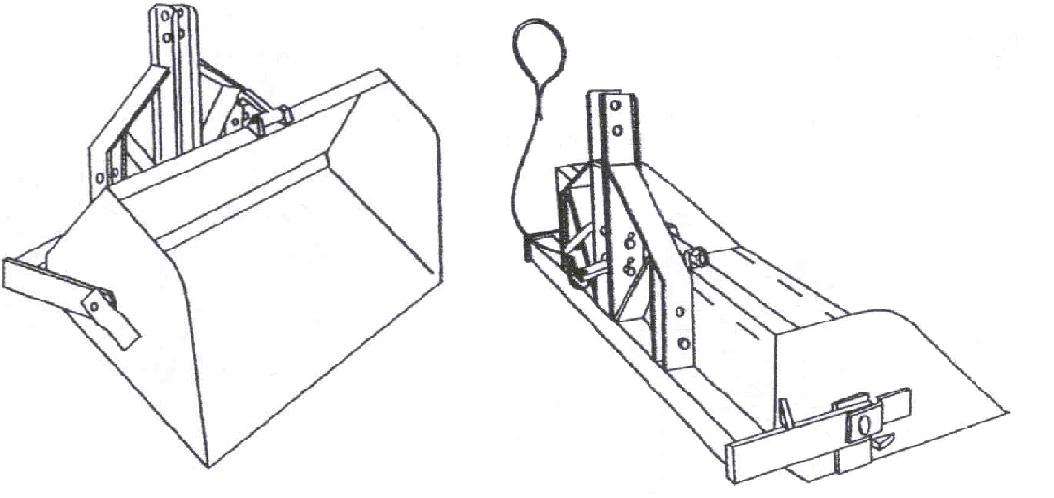
Pala posteriore per trattori

## Descrizione
La pala posteriore può essere collegata a tutti i trattori da ~15 a oltre 100 hp proporzionalmente con il peso e le dimensioni della macchina stessa. Essa agisce sul terreno in virtù della propria larghezza e della potenza e della capacità di sollevamento del trattore a cui è agganciata. È usata quasi esclusivamente in agricoltura, e più raramente in edilizia.
Solitamente la benna (che è la parte caricante) è sganciabile superiormente alla struttura d'attacco a tre punti per permettere il ribaltamento della stessa con il conseguente scarico del materiale caricato.
Esistono principalmente due versioni di pale posteriori per trattore:
- Pala posteriore con ribaltamento meccanico il cui rovesciamento della benna è comandato manualmente con un cavo o una leva che la sgancia superiormente dalla struttura a tre punti
- Pala posteriore con ribaltamento idraulico il cui rovesciamento della benna è comandato attraverso l'impianto idraulico del trattore a cui è collegato il pistone idraulico che collega la benna e la struttura a tre punti della pala.

Può avere degli accessori come una chiusura anteriore di contenimento o una struttura con verricello per carico legnami.